# Automeris stacieae
Espèce
Automeris stacieae est une espèce de papillons de la famille des Saturniidae.

## Étymologie
Son nom spécifique, stacieae, lui a été donné en l'honneur de Stacie Smoot-Wolfe, épouse de Kirby L. Wolfe (d), pour son contribution à l'étude des Saturniidae.

## Publication originale
- (en) Claude Lemaire et Kirby L. Wolfe, « Two new Automeris from western Mexico (Lepidoptera: Saturniidae: Hemileucinae) », Tropical Lepidoptera, Association for Tropical Lepidoptera (d), vol. 4, no 1,‎ 1993, p. 39-44 (ISSN 1048-8138 et 2575-9264, lire en ligne).